# خانداخادياكا
خانداخادياكا (بمعنى "لقمة صالحة للأكل) هي أطروحة فلكية باللغة السنسكريتية كتبها عالم الرياضيات والفلكي الهندي براهماجوبتا في عام 665 م. تحتوي الرسالة على ثمانية فصول تتناول موضوعات مثل خطوط طول الكواكب، والدوران اليومي، وخسوف القمر والشمس، والشروق والغروب، وهلال القمر، واقتران الكواكب. وتتضمن الرسالة أيضًا ملحقًا يحتوي في بعض النسخ على فصل واحد فقط، وفي نسخ أخرى على ثلاثة فصول.
تمت كتابة هذه الرسالة كرد على كتاب كاباكسا منتصف الليل للكاتب أرياباتا.
كان كتاب الخندخادياكا معروفًا لدى البيروني.